# Батукаев, Шамсуддин
Шамсуддин Халидович Батукаев (род. 1956, Казахстан) — чеченский учёный-алим.
В 1960 году вместе с семьей возвратился в Чечню.
После окончания школы, окончил техникум. Продолжил начатое ещё с отцом религиозное образование в Бухаре и Ташкент.
После окончания Первой чеченской войны указом президента Аслана Масхадова назначен во главе Шариатского суда ЧРИ.
Был уволен Масхадовым в 1998 году после антитеррористического путча в Гудермесе.
Занимал пост советника по религиозным вопросам при президенте ЧРИ (в изгнании) Докке Умарове, был вице-президентом при нём.
Был в числе алимов, высказывавших несогласие с провозглашением Имарата Кавказ (недоступная ссылка).
В январе 2008 года омрой № 12 амира Доку Умарова назначен Вакилем (Генеральным представителем) Имарата Кавказ в зарубежных странах. Предыдущий представитель Умар Дакаев той же омрой был назначен его первым заместителем.
В начале августа 2010 года был опубликован текст указа (омра № 20) о роспуске векалата «Имарата Кавказ» за рубежом, подписанный амиром Имарата Кавказ Доккой Абу Усманом (Доку Умаровым).
Арестовывался турецкой полицией в Стамбуле 8 декабря 2010 года.
Последние годы живёт в Турции.
В октябре 2011 года в Стамбуле было предотвращено покушение на него. Указывают на причастность Увайса Ахмадова к организации покушения (сам Ахмадов обвинил в доносе на него Мовлади Удугова).
Переводчик книги Абдул-Кадир Авда «Невежество народа и беспечность учёных».